# Komering
Komering is een bestuurslaag in het regentschap Bengkulu Tengah van de provincie Bengkulu, Indonesië. Komering telt 1069 inwoners (volkstelling 2010).